# Víctor del SEU
El Víctor, llamado también Victorioso o Símbolo de la Victoria fue una condecoración que concedía el SEU, Sindicato Español Universitario. Es un anagrama que contiene todas las letras de la palabra "víctor" rematado por una corona de laurel. Según el Reglamento de Recompensas de 11 de marzo de 1952, la condecoración se otorgaba según cuatro méritos, distinguibles por el color de la cinta de la que pende:
- “Servicios al SEU”, sobre cinta azul celeste.
- “Al mérito profesional”, sobre cinta roja.
- “Al mérito deportivo”, sobre cinta verde.
- “Al mérito militar", sobre cinta azul mahón.

Además, existían tres categorías, diferenciadas a su vez por el color,  dorado, plateado o bronce del metal:
- Extraordinaria, constituida por el “Víctor de Oro”.
- Primera clase, constituida por el “Víctor de Plata”.
- Segunda clase, constituida por el “Víctor de Bronce”.

| Oro           |
| Víctor de Oro |

| Plata           |
| Víctor de Plata |

| Bronce           |
| Víctor de Bronce |

Las fechas del 21 de noviembre (aniversario de la fundación del Servicio) y la del 7 de marzo (Santo Tomás de Aquino) se reservaban para otorgar los Víctor de Plata y de Bronce respectivamente.
En mayo de 1973, se modificó el reglamento, al haber dejado de existir el Sindicato Español Universitario y su concesión pasó a hacerla el Patronato de Obras Docentes del Movimiento, continuador de las funciones y representaciones de aquel. (BOE de 26 de mayo de 1973)